# Sugar Pie DeSanto

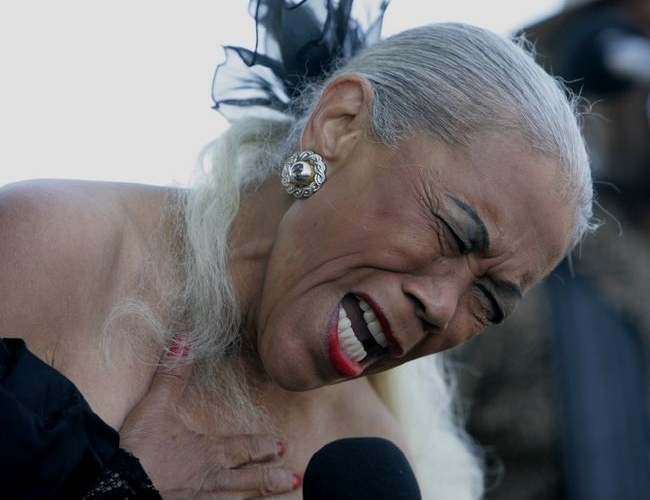
Sugar Pie DeSanto bei einem Auftritt 2006

Sugar Pie DeSanto (* 16. Oktober 1935 in Brooklyn, New York City als Umpeylia Marsema Balinton; † 20. Dezember 2024) war eine US-amerikanische R&B-Sängerin, Tänzerin, Entertainerin und Komponistin, die in den 1950ern und 1960ern ihre größten Erfolge hatte.

## Biografie
Die Tochter einer Afroamerikanerin und eines Filipino wuchs in San Francisco auf, wohin sie als Kind mit ihrer Familie gezogen war.
1955 engagierte Johnny Otis die junge Sängerin, die er bei einem Talentwettbewerb gesehen hatte, für seine Revue. Er war es auch, der Sugar Pie DeSanto ihren Künstlernamen gab. Im gleichen Jahr machte sie ihre erste Aufnahme.
Ende der 1950er trat sie in den großen R&B-Theatern der USA auf, darunter das Apollo in New York, das Regal in Chicago und das Howard in Washington, D.C. 1959 und 1960 war sie mit James Brown auf Tour.
1960 hatte sie mit I Want to Know einen Hit, der es bis auf Platz 4 der US-R&B-Charts schaffte. Es folgten weitere erfolgreiche Veröffentlichungen, u. a. zusammen mit Etta James, doch galt sie vor allem als herausragende Bühnenkünstlerin. 1997 erschien mit Classic Sugar Pie erstmals einer ihrer Auftritte komplett als Live-Aufnahme.
1964 war sie die einzige weibliche Teilnehmerin des American Folk Blues Festivals, zusammen mit Bluesgrößen wie Willie Dixon, Sleepy John Estes, Lightnin’ Hopkins und Sonny Boy Williamson II.
Sugar Pie DeSanto hat zahlreiche Songs geschrieben, von denen etliche auch von anderen Künstlern aufgenommen wurden, darunter Fontella Bass, Little Milton und The Whispers.
1996 erhielt Sugar Pie DeSanto einen „Bay Area Music Award“ als beste Blues-Sängerin. 2008 erhielt sie den Pioneer Award der Rhythm and Blues Foundation. Im Jahr 2024 wurde sie in die Blues Hall of Fame aufgenommen.

## Diskografie (Auswahl)

### Singles
- I Want to Know (mit der Pee Wee Kingsley Band) (1960) #4 U.S. R&B
- Slip-In Mules (No High Heel Sneakers) (1964) #48 U.S. Pop
- Soulful Dress (1964)
- Use What You Got (1964)
- Do I Make Myself Clear (mit Etta James) (1965) #96 U.S. Pop
- In the Basement – Part 1 (mit Etta James) (1966) #37 U.S. R&B, #97 U.S. Pop

### Alben
- Sugar Pie (1961)
- Hello, San Francisco (1984)
- Down In The Basement (1989)
- Sugar Is Salty (1993)
- Classic Sugar Pie (1997)
- A Slice Of Pie (1999)
- Refined Sugar (2005)